# Liriomyza kuscheli
Liriomyza kuscheli är en tvåvingeart som beskrevs av Spencer 1964. Liriomyza kuscheli ingår i släktet Liriomyza och familjen minerarflugor. Inga underarter finns listade i Catalogue of Life.